# Imperialism II: Age of Exploration
Imperialism II: Age of Exploration è un videogioco strategico a turni per Windows e Mac OS, sviluppato da Frog City Software e pubblicato da Strategic Simulations nel 1999, nel quale si controlla una potenza europea nell'epoca del colonialismo, dal 1502 al XIX secolo circa. È il seguito di Imperialism del 1997. Ha ottenuto buoni giudizi dalla critica, che lo ha definito complesso ma bilanciato, con un sistema di gioco simile al predecessore ma nettamente migliorato.

## Modalità di gioco
La mappa di gioco è composta da due continenti: il Vecchio Mondo a est, che può avere la forma della reale Europa occidentale oppure forma casuale, e il Nuovo Mondo a ovest, che ha sempre forma casuale e all'inizio del gioco è inesplorato e nascosto dalla nebbia di guerra.
Il giocatore controlla una delle 6 grandi potenze: Spagna, Portogallo, Francia, Inghilterra, Olanda e Svezia, le altre sono sempre controllate dal computer o da altre persone in multigiocatore (disponibile in TCP/IP e, finché è esistito, su MPlayer.com). Sono presenti anche potenze minori europee (Italia, Germania ecc.) e numerose tribù del Nuovo Mondo (Aztechi, Uroni ecc.), ma sono in grado solo di difendersi e commerciare.
Scopo del gioco è conquistare buona parte del Vecchio Mondo, ma il controllo del Nuovo Mondo è importante perché contiene molte risorse naturali, molte delle quali non esistono nel Vecchio Mondo (tabacco, canna da zucchero ecc.).
La mappa è composta da una griglia esagonale di caselle, ognuna delle quali ha un tipo di terreno e può contenere o meno una risorsa e strutture costruite dai giocatori, come strade e piantagioni; le caselle sono però raggruppate in province, ciascuna di circa 15-18 caselle, e il possesso da parte delle nazioni e il movimento delle unità militari sono sull'intera provincia.
I rapporti diplomatici tra le nazioni sono rappresentati da gradazioni di colore, dal rosso al verde al crescere dell'amicizia. I rapporti migliorano commerciando, specie se a prezzi agevolati, rispettando le alleanze, e peggiorano con la guerra. Se i rapporti sono molto buoni è possibile che una nazione accetti pacificamente di diventare parte dell'impero di una grande potenza.

### Economia
Per ottenere risorse da una casella è necessario che le unità civili costruiscano strutture su di essa, ad esempio una miniera su una casella di collina contenente rame. Devono inoltre collegarla tramite strade e porti fino alla capitale del proprio impero. Una volta completata la rete di trasporto, la risorsa viene accumulata ogni turno nelle riserve del giocatore. Per il trasporto navale è necessario disporre di navi nel porto della capitale; non occorre spostarle (si muovono manualmente solo per il controllo militare dei mari), basta scegliere quali risorse trasferire, ma il nemico può intercettare i trasporti se piazza delle navi lungo la rotta.
Molte risorse non sono direttamente utilizzabili ma vanno prima trasformate in materiali, tramite i lavoratori. Due unità di lavoro possono essere assegnate a produrre uno dei materiali a scelta, se disponibili le relative risorse. All'inizio del gioco sono possibili le seguenti lavorazioni:
- 2 lana -> 1 stoffa
- 2 legno -> 1 legname
- 2 legno -> 1 carta
- 2 minerale di ferro -> 1 ferro
- 1 rame + 1 stagno -> 1 bronzo

Altre diventano disponibili col progredire della scienza:
- 2 canna da zucchero -> 1 zucchero
- 2 tabacco -> 1 sigaro
- 2 pellicce -> 1 cappelli
- 2 cotone -> 1 stoffa
- 1 minerale di ferro + 1 carbone -> 1 acciaio

Questi materiali sono necessari infine per la creazione di nuove unità di ogni tipo e strutture. Zucchero, sigari e cappelli vengono consumati dai lavoratori specializzati, che generano più unità di lavoro. Tutta la produzione avviene nella capitale; la perdita della capitale comporta l'eliminazione della nazione dal gioco.
Alcune risorse non necessitano di lavorazione: il cibo viene direttamente utilizzato per mantenere lavoratori e unità militari, mentre spezie, gemme e metalli preziosi vengono convertiti direttamente in denaro.
Il denaro ha vari utilizzi, tra cui la compravendita di risorse e materiali già pronti dalle altre nazioni (è necessario il trasporto navale), il finanziamento della ricerca scientifica e delle invasioni militari, l'acquisto dei diritti di sfruttamento su caselle di proprietà degli indiani o delle potenze minori.

### Guerra
Il movimento delle unità è a turni simultanei; ogni grande potenza assegna gli ordini di movimento, e al termine del turno tutte le unità si muovono in contemporanea, non si sa quindi con certezza quali forze nemiche si incontreranno in ogni provincia. In un turno ogni unità di terra può muoversi in una qualunque delle proprie province, in qualunque punto della mappa, mentre quelle navali hanno un numero limitato di passi. Le province nemiche invece possono essere invase solo da province adiacenti o da porti, se si hanno navi con sufficiente capienza sulla costa nemica.
È possibile giocare ogni battaglia di terra oppure farne calcolare il risultato al computer, mentre le battaglie navali vengono sempre calcolate dal computer.
La battaglia manuale è uno strategico a turni in una schermata apposita, dove ogni unità è una pedina mossa su una griglia esagonale. Ci sono vari tipi di unità di fanteria, cavalleria e artiglieria, nonché fortezze, composte da linee di mura e da artiglierie immobili. Al suo turno ogni giocatore può muovere tutte le proprie pedine e attaccare una volta con ciascuna. Le unità con armi da fuoco attaccano anche a distanza e hanno attacchi di opportunità durante il turno dell'avversario. Oltre al livello di danni, le unità hanno un livello di morale, che quando esaurito le obbliga alla ritirata.